# Delahaye 16–20 CV

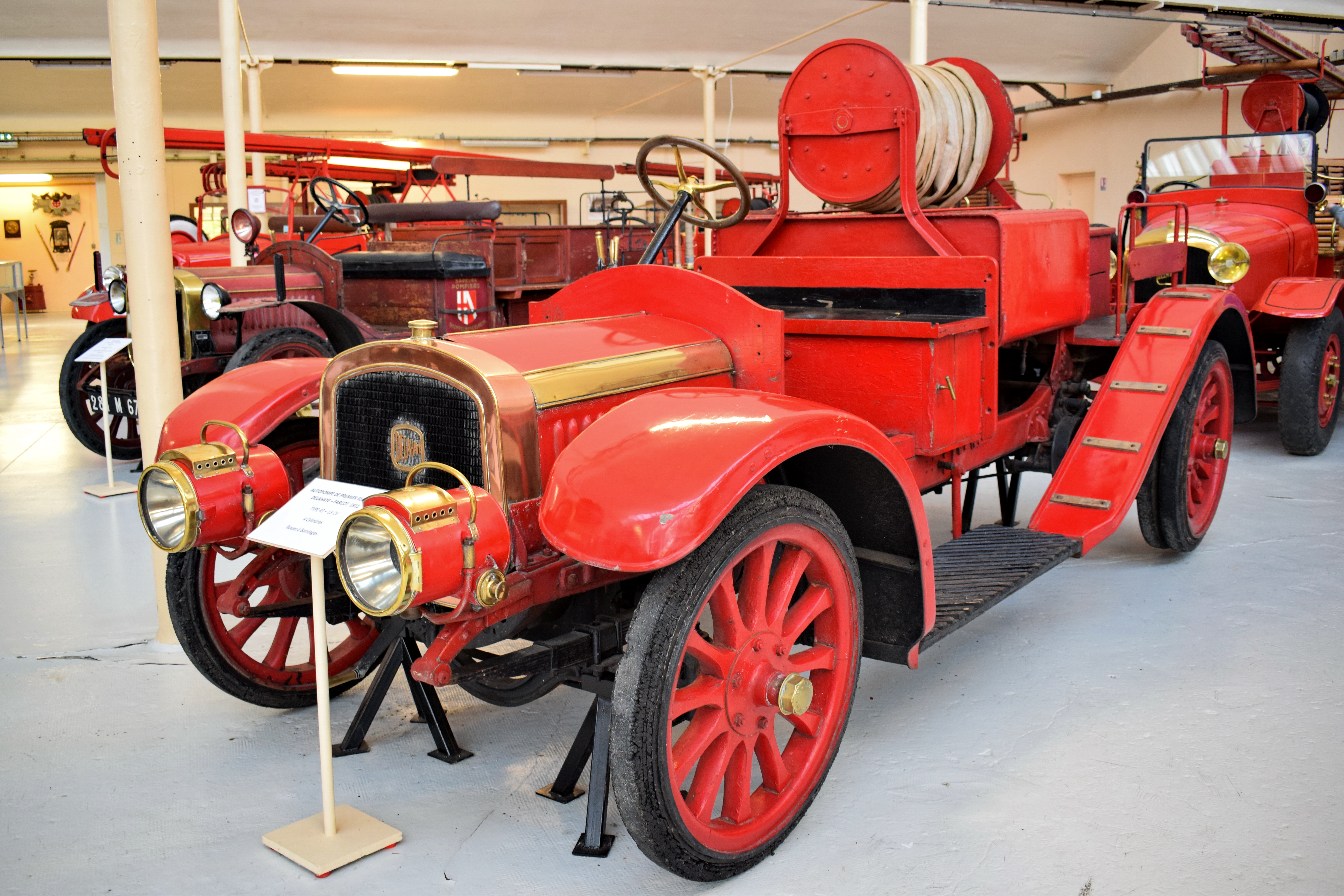
Delahaye Type 43

Der Delahaye 16–20 CV war eine Pkw-Modellreihe des französischen Automobilherstellers Delahaye. Dabei stand das CV für die Steuer-PS. Zu dieser Modellreihe gehörten: 
- Delahaye Type 16 (1903–1904)
- Delahaye Type 17 (1903–1904)
- Delahaye Type 22 (1904–1910)
- Delahaye Type 25 (1904–1906)
- Delahaye Type 43 (1911–1914)